# Bell Deutschland
Die Bell Deutschland Holding GmbH ist der deutsche Geschäftsbereich (Division) des schweizerischen Fleischverarbeitungsunternehmens Bell AG, das wiederum mehrheitlich der ebenfalls Schweizer Coop-Genossenschaft gehört.

## Porträt
Die Bell Deutschland GmbH besteht seit 1. September 2012 und hat ihren Sitz in Seevetal, direkt südlich von Hamburg. Sie verfügt über sieben Produktionsstätten in Deutschland (Seevetal, Edewecht, Schiltach, Reife- und Logistikzentrum in Harkebrügge). U. a. die Bell-Betriebe in Casarrubios del Monte und Fuensalida (beide Spanien) sind organisatorisch ebenfalls Bell Deutschland zugeordnet. Auch das Frischfleischgeschäft der Marke Gourmet naturel ist Teil der Division.
Marken von Bell Deutschland sind Abraham, Bell und Gourmet naturel. Die Produkte der Division werden in rund 25 Länder Europas vertrieben. In der Bundesrepublik ist Bell Deutschland nach eigenen Angaben Marktführer bei Rohschinken.
2019 hat die Zur-Mühlen-Gruppe das Wurstwarengeschäft von Bell Deutschland übernommen. Das Werk in Bad Wünnenberg wurde im gleichen Jahr von Hilcona übernommen.

## Kennzahlen
Das Unternehmen beschäftigte 2021 im Durchschnitt 2828 Mitarbeiter und erreichte einen Jahresumsatz von 776,8 Millionen Euro.

## Kartellverfahren
Im Juli 2014 verhängte das Bundeskartellamt ein Bußgeld unter anderem gegen die Bell Deutschland Holding als Nachfolgerin der Firmen Zimbo Fleisch- und Wurstwaren GmbH & Co. KG und Abraham GmbH, da diese Unternehmen sich mit zahlreichen Mitbewerbern viele Jahre lang illegal im Rahmen des sogenannten Wurstkartells über Preisspannen bei Wurstwaren abgesprochen hätten. Bell bezifferte die Höhe der Buße gegen sich auf rund 100 Millionen Euro (etwa ein Drittel der Bußgeldsumme gegen alle Beteiligten), widersprach den Vorwürfen und kündigte Einspruch dagegen an.
Bell konnte aufgrund unternehmensinterner Umstrukturierung, auch „Wurstlücke“ genannt, erwirken, dass die Bußgeldbescheide in Höhe von 99,6 Mio. Euro aufgehoben werden mussten. Alleine in dem Verfahren, in dessen Rahmen auch Bußgeldbescheide gegen Marten Vertriebs GmbH & Co. KG und Sickendiek Fleischwarenfabrik GmbH & Co. KG aufgehoben werden mussten, sind nach Einschätzungen von Andreas Mundt, Präsident des Bundeskartellamtes, Bußgelder in einer Gesamthöhe von 238 Mio. Euro entfallen. Anfang Juni 2017 wurde die „Wurstlücke“ mit der 9. GWB-Novelle geschlossen.